# Edwin Koenemann
Edwin (auch Edvin) Koenemann (* 20. April 1883 in Bonn; † 25. Mai 1960 in Worpswede) war ein deutscher Schriftsteller, Gebrauchsgrafiker, Chronist und erster Gästeführer der Künstlerkolonie Worpswede.

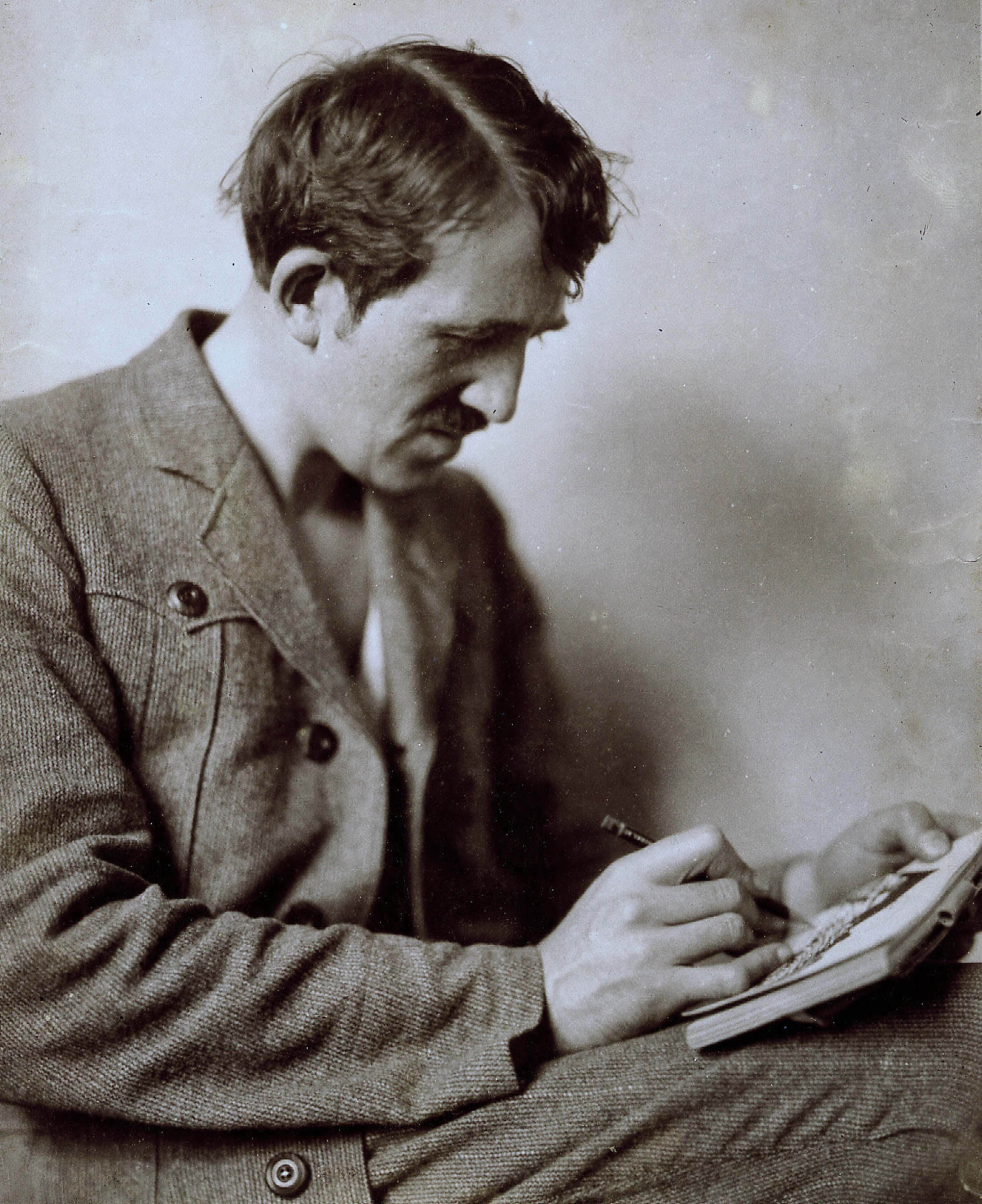
Porträt Edwin Koenemann ca. 1910

## Leben
Edwin Koenemann wurde als jüngstes von sechs Kindern in Bonn geboren. Sein Vater Alexander Koenemann (1834–1915) hatte in Russland eine Textilfabrik aufgebaut und war nach Bonn umgesiedelt. Die Schulzeit verbrachte Edwin Koenemann 1889–1900 in Göttingen mit Abschluss an der Oberrealschule. Zunächst nahm er ein Ingenieurstudium am Thüringischen Technikum in Ilmenau auf, wechselte dann 1901–1903 zu einer Kaufmannsausbildung in einem Bremer Außenhandelshaus. 1903 erlitt Koenemann durch einen Sportunfall einen doppelten Schädelbruch. Die anschließende medizinische Behandlung durch Trepanation führte allerdings nicht zu vollständiger Heilung. In dieser Zeit entwickelten sich seine künstlerischen Interessen und seine literarische Betätigung.
Auf ärztliche Empfehlung hin siedelte er 1908 mit seiner damaligen Lebensgefährtin Frieda Rogge nach Worpswede um. Dort nahm er Malunterricht beim Kunstmaler Georg Tappert sowie Fotografieunterricht. Ab 1912 bis 1916 entwickelte er als Graphikdesigner regelmäßig Werbemittel für das Bremer Textilkaufhaus Stallmann & Harder (Geschäftshaus Am Wall 175–177). Im Ersten Weltkrieg meldete er sich zum Landsturm, wurde dann im März 1915 zunächst als tauglich gemustert, in der Rekrutenkaserne in Neu-Strelitz nach wochenlangem Aufenthalt aber als dienstuntauglich eingestuft und wieder freigestellt. Nach mehrfachen Aufenthalten in Heilanstalten sowie Jahren voller Entbehrungen errichtete er 1926 auf eigenem Grund ein hölzernes Rundhaus nach einer Idee von Bruno Taut, die sog. „Käseglocke“. Bald darauf unternahm er Führungen für Touristen sowohl in seinem ungewöhnlichen Wohnhaus als auch in der Künstlerkolonie Worpswede und dem nahegelegenen Teufelsmoor. Er gilt als der erste Gästeführer Worpswedes.
Edwin Koenemann führte drei Ehen – mit Frieda Rogge (1909–1922), mit Margarethe Barleben (1934–1937) und Editha Voss (1939–1960).
Im Roman „Der Quellenhof“ schilderte Emil Felden die künstlerischen und gesellschaftlichen Aktivitäten von Heinrich Vogeler, Martha Vogeler und deren Umfeld in Form eines Schlüsselromans. Darin tritt – neben Heinrich Vogeler, Otto Modersohn, Fritz Mackensen und weiteren jeweils mit Phantasienamen bezeichneten Künstlern – auch Edwin Koenemann auf (mit dem Pseudonym "Pukoltzky").

## Werke
Von 1902 an schrieb er zahlreiche lyrische Gedichte, teilweise mit erheblichem Umfang. Einige wurden in regionalen Zeitungen publiziert, wenige im Selbstverlag, andere erst posthum.  Darunter die Gedichte „Herbstpredigt“, „In der Neujahrsnacht“, „Altes Pflaster“, „Der alte Katen“, „Glück“, „Anamitischer Zauberer“, „Das nächtliche Fest. Eine satirisch-fantastische Allegorie“ (mit Illustrationen von Heinrich Vogeler), „Das Gartenhaus“, "Sehnsucht" und "Im Moor".
Im Jahr 1926 errichtete Koenemann nahe der Worpsweder Lindenallee ein Rundhaus zu Wohnzwecken. Die Grundidee hatte der Architekt Bruno Taut 1922 in seiner Zeitschrift „Frühlicht“ beschrieben, sie allerdings nie realisiert. Das Gebäude wurde in Glockenform auf einem Betonfundament in Holz gebaut, wobei ökologische Prinzipien wie Brauchwassernutzung, Recycling und Energieeinsparung u. a. durch Wärmedämmung zur Anwendung kamen. Das Bauwerk mit dem Namen „Worpsweder Käseglocke“ wurde zwischen 1997 und 2003 grundlegend saniert und steht unter Denkmalschutz. Es wird gegenwärtig als Museum für Angewandte Kunst genutzt.
Zu seinem Nachlass gehört ein äußerst umfangreiches „Tagebuch“. Über 40 Jahre hinweg hatte er nahezu täglich ausführliche Notizen über seinen privaten Alltag, über seine Begegnungen mit den meisten Worpsweder Künstlern ebenso wie über lokale Begebenheiten und überregionale Vorkommnisse aufgezeichnet. Dieses unkonventionelle Tagebuch hat – neben vielen sehr privaten Inhalten – auch den Charakter einer Chronik des Künstlerdorfes von der ausgehenden Kaiserzeit bis zu den 50er Jahren der Bundesrepublik.
Er legte außerdem eine umfangreiche Sammlung Worpsweder Künstler- und Landschaftspostkarten an; sie ist heute in Hamburg zugänglich im Altonaer Museum.
Weiterhin sammelte er zahlreiche kunstgewerbliche und künstlerische Produkte aus Worpswede. Sie bilden eine der Grundlagen des Museums „Worpsweder Käseglocke“.